# Eurocom Holdings
Ne doit pas être confondu avec Eurocom.
Eurocom Holdings (en hébreu יורוקום), exactement Eurocom Holdings Ltd., est un des plus grands groupes privés israéliens. Il a été fondé en 1979. Il est présidé par Shaul Elovitch (שאול אלוביץ). Ses activités  s'organisent autour de trois pôles :
- Eurocom Communications, le plus gros groupe israélien de télécommunications
- Eurocom Investments, une société d'investissement
- Eurocom Real Estate, une société d'investissement dans l'immobilier

## Activités du groupe Eurocom

### Communications
Eurocom Communications Ltd. est une compagnie filiale de Eurocom Holdings. Elle est détenue à 50,3 % par Eurocom Holdings, à 0,7 % par Shaul Elovicth et à 49 % par Arison Investisments. C'est le plus gros groupe israélien de télécommunications.

#### Internet Gold - Golden Lines Ltd.
Internet Gold - Golden Lines Ltd. (abrégée IGDL) est une holding détenue à 68,8 % par Eurocom Communications Ltd. L'entreprise est cotée au NASDAQ. Le PDG de IGDL est Eli Holtzman. Le groupe contrôle :
- Smile.Media.Ltd (à 100 %), une société qui gère plusieurs portails Internet[1]. Smile.Media.Ltd contrôle l'entreprise MSN Israel Ltd. (détenue à 50,1 % par IGLD et à 49,9 % par Microsoft Corp.), qui gère le portail Internet éponyme.
Smile.Media.Ltd. gère, à travers ses filiales, de nombreux portails[2].
- 012 Smile.Communications.Ltd (à 72,4 %), spécialisée dans les médias. L'entreprise est cotée au NASDAQ[3].

#### Radius Broadcasting Ltd.
Radius Broadcasting Ltd. est une entreprise spécialisée dans les radios, détenue à 100 % par Eurocom Communications. L'entreprise contrôle trois radios commerciales israéliennes : Radious 100FM, Radio Lev HaMedinah (par l'intermédiaire de la société Radio HM HaShfela Ltd.) et Первое Радио (radio en langue russe).

#### Yes
Eurocom Holdings détient 30 % de D.B.S. Satellite Services (1998) Ltd, la société détenant Yes, le premier bouquet de télévision par satellite en Israël

#### Space-Communication Ltd.
Eurocom Holdings détient 48 % de Space-Communication Ltd., l'opérateur des satellites israéliens de télécommunications Amos.

#### Satlink Communications Ltd.
Eurocom Holdings est actionnaire majoritaire de Satlink Communications Ltd., un fournisseur de services de transmission par satellite.

#### Gilat Satcom Ltd.
Eurocom Communications Ltd. est actionnaire majoritaire de Gilat Satcom Ltd. (53,6 %), un fournisseur d'accès à Internet par satellite.

#### Satcom Systems Ltd.
Satcom Systems Ltd. est une filiale de Eurocom Communications Ltd à 84,91 %.

#### Eurocom Cellular Communications Ltd.
Eurocom Communications Ltd. détient Eurocom Cellular Communications Ltd., le seul diffuseur des téléphones portables Nokia en Israël, depuis 1993.

#### Eurocom Digital Communications Ltd.
Eurocom Digital Communications Ltd. (anciennement : Eurocom Marketing (1986) Ltd.) est une entreprise possédée par Eurocom Communications. L'entreprise vend des équipements électroniques à destination du grand public.

#### DM (3000) Engineering Ltd.
DM Engineering est une entreprise spécialisée dans l'intégration de systèmes. Elle est détenue à 51 % par Eurocom Holdings.

### Investissements
Eurocom Investisments Lp. est une société d'investissements détenue par Eurocom Holdings. Elle détient plusieurs filiales. 

#### Eurocom Capital Finance Ltd.
L'entreprise gère tous les questions financières du groupe. Sa filière Eurocom Capital Underwriting Ltd. propose des solutions financières à d'autres sociétés.

#### Sahar Investments Ltd.
Sahar est une entreprise contrôlée par Eurocom Investments et cotée sur le Tel Aviv Stock Exchange. C'est une holding gérant plusieurs sociétés et laboratoires de recherches dans les biotechnologies.

#### Pilat Media Global Plc.
Eurocom Investments détient 12,97 % du capital de Pilat Media, une société spécialisée dans les technologies de l'information.
Ses systèmes de gestion d'activité et de diffusion permettent aux sociétés de média de premier plan de gérer d’une façon centralisée et modulaire leurs activités de régie publicitaire, de programmation d’antenne et de droits audiovisuels

### Immobilier
Eurocom Real Estate est une compagnie d'investissement et de développement dans les biens immobiliers.
Eurocom Holdings contrôle aussi Eurocom Global Real Estate, anciennement Ranitech, est une compagnie cotée à la Bourse de Tel Aviv, gère de nombreux projets à travers le monde : États-Unis, Allemagne, Roumanie, Inde. Eurocom a racheté une partie des actions de Ranitech à la famille Weil, propriétaire d'un des géants de l'agroalimentaire israélien.